# Pékin Express : La Route des dragons
Pékin Express : La Route des dragons, est la 4e édition du jeu télévisé Pékin Express, émission de télévision franco-belgo-luxembourgeoise de téléréalité, diffusée chaque semaine sur M6 du vendredi 24 avril 2009 au vendredi 10 juillet 2009. Elle est également diffusée en Belgique du lundi 19 avril 2010 au lundi 5 juillet 2010 sur Plug RTL. Elle est présentée par Stéphane Rotenberg, désigné comme directeur de course. Ce sont Albert et Laurence, le couple d'amoureux, qui l'emportent. Ils empochent la somme de 100 000 €.

## Production et organisation
L'émission est présentée par Stéphane Rotenberg, qui a le rôle de directeur de course, et est produite par Studio 89 Productions. L'émission est réalisée par Pierre Leix-Cote et Sébastien Zibi.
L'émission est de retour en Asie, et plus précisément en Asie du Sud-Est. Pour la première fois, les équipes vont découvrir 5 pays : le Viêt Nam, le Cambodge, le Laos, la Thaïlande et l'Indonésie. Les dix nouvelles équipes de candidats ont commencé le tournage au Viêt Nam, en novembre 2008. Il dure 1 mois et demi et s'est achevé en Indonésie, en décembre 2008.
L'émission est suivie en deuxième partie de soirée par Pékin Express : L'aventure continue, où nous découvrons les coulisses de l'émission, découvrons ou re-découvrons les moments forts de la saison, et des saisons précédentes. Enfin, l'équipe éliminée est présente en plateau au côté de Stéphane Rotenberg. Enfin, le dimanche 12 juillet 2009, M6 diffuse à 15 heures 15, l'émission Pékin Express: Les secrets d'une course extrême.
À la suite des accusations de tricherie lancées par le journaliste de télé-réalité Philippe Bartherotte lors de la précédente saison (voir le livre La Tentation d'une île aux éditions Jacob Duvernet), M6 a décidé de changer toute la production de l'émission et de modifier quelques règles afin d'être plus transparent (voir section : « Nouveautés »). La chaîne a également décidé d'inviter plusieurs journalistes à venir se rendre sur le tournage de l'émission en se relayant après chaque étape.

## Principe
Comme pour chaque saison de Pékin Express, chaque équipe gère un budget équivalent à un euro par jour et par personne. Cette année les équipes reçoivent :
- Viêt Nam → 22 500 VND
- Cambodge → 5 500 KHR
- Laos → 10 400 LAK
- Thaïlande → 40 THB
- Indonésie → 15 000 IDR

Cet argent est alloué à l'achat de nourriture et doit être utilisé uniquement pendant les heures de course. Pour leur progression, les équipes doivent pratiquer l'auto-stop, et se faire offrir le gîte et le couvert la nuit tombée. Chaque équipe se voit attribuer une balise leur permettant d'être notifiés du début et de la fin de la course. Cette balise doit être remise au directeur de course, action marquant alors la fin de l'aventure.

### Règles habituelles
Pour cette saison, les règles habituelles sont présentes, à savoir : l'épreuve d'immunité, qui permet à une équipe d'être immunisée le reste de l'étape ; le drapeau rouge, qui permet au binôme l'ayant en sa possession de stopper des concurrents dans leur course pendant 15 min ; le handicap remis à l'équipe arrivée dernière lors d'une étape non-éliminatoire; le bonus qui permet à une équipe de vivre un moment unique à la découverte d'un lieu exceptionnel ou de pouvoir obtenir un toit pour la nuit; les équipes mixées qui impose de devoir faire la route avec un autre candidat sous la forme des pousseurs et des ralentisseurs; le trek qui impose aux équipes de faire une partie de la route à pieds; l' étape urbaine qui oblige les équipes à se confronter à une grande ville.

### Nouveautés
Cette année, de nouvelles règles font leur apparition notamment: l'enveloppe noire, qui permet de savoir en fin d'étape si celle-ci est éliminatoire ou non; le drapeau à damier qui impose aux binômes un nouveau moyen de transport; le drapeau noir, qui rétrograde d'une place à l'arrivée, l'équipe qui l'a en sa possession à la fin de l'étape;  l' équipe cachée offre la possibilité à une équipe arrivée dernière lors d'une étape éliminatoire, la possibilité de réintégrer la course sans se faire repérer par les autres.

## Le parcours
| Étapes | Pays      | Parcours | Kilomètres | Excursions             |
| ------ | --------- | --- | ---------- | ---------------------- |
| 1      | Viêt Nam  | Baie d'Along - Hạ Long - Phong Nha - Hội An                                                                    |            |                        |
| 2      | Viêt Nam  | Hội An - Dat Ly - Hô Chi Minh                                                                                  |            |                        |
| 3      | Cambodge  | Phnom Penh - Kampong Chhnang - Siem Reap - Phnom Santuk                                                        |            | Lac Tonlé Sap - Angkor |
| 4      | Cambodge  | Phnom Santuk - Kouk Char - Stung Treng                                                                         |            |                        |
| 5      | Laos      | Vientiane - Namoung - Nadee - Naxom - Vang Vieng - Luang Prabang                                               |            |                        |
| 6      | Laos      | Luang Prabang - Chaleunsouk - Huay Xay                                                                         |            |                        |
| 7      | Thaïlande | Chiang Mai - Jungle du Triangle d'or - Ban Huay - Sukhothaï                                                    |            |                        |
| 8      | Thaïlande | Sukhothaï - Bangkok                                                                                            |            | Phuket                 |
| 9      | Thaïlande | Phuket - Pak Meng - Khanom                                                                                     |            | Ile de Koh Mook        |
| 10     | Indonésie | Jakarta - Yogyakarta - Borobudur - Pasuruan                                                                    |            |                        |
| 11     | Indonésie | Kampong Winong - Maelang - Pondok Bunder - Volcan Kawah Ijen - Jember - Banyuwangi - Ketapang                  |            |                        |
| 12     | Indonésie | Rinca - Batur - Tegallalang - Kayubihi - Rivière Telaga Waja - Perasi - Pasir Putih - Tanguk - Denpasar - Ubud |            |                        |

## Progression des équipes
| Drapeau de la République socialiste du Viêt Nam | Drapeau de la République socialiste du Viêt Nam                    | Drapeau du Cambodge | Drapeau du Cambodge | Drapeau du Laos     | Drapeau du Laos     | Drapeau de la Thaïlande | Drapeau de la Thaïlande | Drapeau de la Thaïlande | Drapeau de l'Indonésie | Drapeau de l'Indonésie | Drapeau de l'Indonésie | Drapeau de l'Indonésie |                      |                      |
| 1°                                              | Albert et Laurence Les amoureux sportifs 46 ans - 35 ans           | 2e                  | 7e                  | 3e                  | 1er                 | 4e                      | 3e                      | 6e                      | 3e                     | 3e                     | 2e                     | 1er                    | 1er                  | 1er                  |
| 1°                                              | Albert et Laurence Les amoureux sportifs 46 ans - 35 ans           |                     |                     |                     |                     |                         |                         |                         |                        |                        |                        |                        |                      |                      |
| 2°                                              | Jean-Luc et Caroline Les inconnus 43 ans - 27 ans                  | 3e                  | 6e                  | 4e                  | 4e                  | 1er                     | 5e                      | 3e                      | 2e                     | 5e                     | 4e                     | 2e                     | 2e                   | 2e                   |
| 2°                                              | Jean-Luc et Caroline Les inconnus 43 ans - 27 ans                  |                     |                     |                     | NE                  |                         |                         |                         |                        |                        |                        |                        |                      |                      |
| 3°                                              | Marcelle et Nicole Les hôtesses de l'air Corses 29 ans - 42 ans    | 8e                  | 4e                  | 1re                 | 3e                  | 3e                      | 6e                      | 1er                     | -                      | 1re                    | 1re                    | 3e                     | Éliminées (étape 11) | Éliminées (étape 11) |
| 3°                                              | Marcelle et Nicole Les hôtesses de l'air Corses 29 ans - 42 ans    |                     |                     |                     |                     |                         |                         |                         |                        | E                      |                        |                        | Éliminées (étape 11) | Éliminées (étape 11) |
| 4°                                              | Jacky et Alexia Le père et sa fille 49 ans - 24 ans                | 4e                  | 3e                  | 6e                  | 6e                  | 5e                      | 2e                      | 5e                      | 1er                    | 2e                     | 3e                     | Éliminés (étape 10)    | Éliminés (étape 10)  | Éliminés (étape 10)  |
| 4°                                              | Jacky et Alexia Le père et sa fille 49 ans - 24 ans                |                     |                     |                     |                     |                         |                         |                         | E                      |                        |                        | Éliminés (étape 10)    | Éliminés (étape 10)  | Éliminés (étape 10)  |
| 5°                                              | Hocine et Sébastien Les amis d'enfance Marseillais 28 ans - 30 ans | 10e                 | 2e                  | 7e                  | 2e                  | 2e                      | 1er                     | 2e                      | 4e                     | 4e                     | Éliminés (étape 9)     | Éliminés (étape 9)     | Éliminés (étape 9)   | Éliminés (étape 9)   |
| 5°                                              | Hocine et Sébastien Les amis d'enfance Marseillais 28 ans - 30 ans |                     |                     |                     |                     |                         |                         |                         | E                      | E                      | Éliminés (étape 9)     | Éliminés (étape 9)     | Éliminés (étape 9)   | Éliminés (étape 9)   |
| 6°                                              | Christopher et Anthony Les copains inséparables 22 ans - 23 ans    | 7e                  | 8e                  | 2e                  | 8e                  | 6e                      | 4e                      | 4e                      | Éliminés (étape 7)     | Éliminés (étape 7)     | Éliminés (étape 7)     | Éliminés (étape 7)     | Éliminés (étape 7)   | Éliminés (étape 7)   |
| 6°                                              | Christopher et Anthony Les copains inséparables 22 ans - 23 ans    |                     |                     |                     |                     | E                       |                         |                         | Éliminés (étape 7)     | Éliminés (étape 7)     | Éliminés (étape 7)     | Éliminés (étape 7)     | Éliminés (étape 7)   | Éliminés (étape 7)   |
| 7°                                              | Marlène et Corinne Les sœurs Parisiennes 60 ans - 53 ans           | 5e                  | 1re                 | 5e                  | 5e                  | 7e                      | Éliminées (étape 5)     | Éliminées (étape 5)     | Éliminées (étape 5)    | Éliminées (étape 5)    | Éliminées (étape 5)    | Éliminées (étape 5)    | Éliminées (étape 5)  | Éliminées (étape 5)  |
| 7°                                              | Marlène et Corinne Les sœurs Parisiennes 60 ans - 53 ans           |                     |                     | E                   |                     |                         | Éliminées (étape 5)     | Éliminées (étape 5)     | Éliminées (étape 5)    | Éliminées (étape 5)    | Éliminées (étape 5)    | Éliminées (étape 5)    | Éliminées (étape 5)  | Éliminées (étape 5)  |
| 8°                                              | Hervé et Olivier Les frères de Montpellier 24 ans - 29 ans         | 1er                 | 5e                  | 8e                  | 7e                  | Éliminés (étape 4)      | Éliminés (étape 4)      | Éliminés (étape 4)      | Éliminés (étape 4)     | Éliminés (étape 4)     | Éliminés (étape 4)     | Éliminés (étape 4)     | Éliminés (étape 4)   | Éliminés (étape 4)   |
| 8°                                              | Hervé et Olivier Les frères de Montpellier 24 ans - 29 ans         |                     |                     | NE                  | E                   | Éliminés (étape 4)      | Éliminés (étape 4)      | Éliminés (étape 4)      | Éliminés (étape 4)     | Éliminés (étape 4)     | Éliminés (étape 4)     | Éliminés (étape 4)     | Éliminés (étape 4)   | Éliminés (étape 4)   |
| 9°                                              | Thérèse et Claudine Les jumelles du Nord 68 ans - 68 ans           | 6e                  | 9e                  | Éliminées (étape 2) | Éliminées (étape 2) | Éliminées (étape 2)     | Éliminées (étape 2)     | Éliminées (étape 2)     | Éliminées (étape 2)    | Éliminées (étape 2)    | Éliminées (étape 2)    | Éliminées (étape 2)    | Éliminées (étape 2)  | Éliminées (étape 2)  |
| 9°                                              | Thérèse et Claudine Les jumelles du Nord 68 ans - 68 ans           | E                   |                     | Éliminées (étape 2) | Éliminées (étape 2) | Éliminées (étape 2)     | Éliminées (étape 2)     | Éliminées (étape 2)     | Éliminées (étape 2)    | Éliminées (étape 2)    | Éliminées (étape 2)    | Éliminées (étape 2)    | Éliminées (étape 2)  | Éliminées (étape 2)  |
| 10°                                             | Lionel et Pauline Le jeune couple Lyonnais 24 ans - 22 ans         | 9e                  | Éliminés (étape 1)  | Éliminés (étape 1)  | Éliminés (étape 1)  | Éliminés (étape 1)      | Éliminés (étape 1)      | Éliminés (étape 1)      | Éliminés (étape 1)     | Éliminés (étape 1)     | Éliminés (étape 1)     | Éliminés (étape 1)     | Éliminés (étape 1)   | Éliminés (étape 1)   |
| 10°                                             | Lionel et Pauline Le jeune couple Lyonnais 24 ans - 22 ans         | E                   | Éliminés (étape 1)  | Éliminés (étape 1)  | Éliminés (étape 1)  | Éliminés (étape 1)      | Éliminés (étape 1)      | Éliminés (étape 1)      | Éliminés (étape 1)     | Éliminés (étape 1)     | Éliminés (étape 1)     | Éliminés (étape 1)     | Éliminés (étape 1)   | Éliminés (étape 1)   |

| Étape                                           | Étape | Étape     | Binômes participants | Gagnants               |
| ----------------------------------------------- | ----- | --------- | --- | ---------------------- |
| Drapeau de la République socialiste du Viêt Nam | 1     | Immunités | Hervé et Olivier - Albert et Laurence - Jean-Luc et Caroline - Hocine et Sébastien - Jacky et Alexia                          | Hocine et Sébastien    |
| Drapeau de la République socialiste du Viêt Nam | 2     | Immunités | Albert et Laurence - Marcelle et Nicole - Thérèse et Claudine                                                                 | Albert et Laurence     |
| Drapeau du Cambodge                             | 3     | Immunités | Marcelle et Nicole - Jean-Luc et Caroline - Jacky et Alexia                                                                   | Jean-Luc et Caroline   |
| Drapeau du Cambodge                             | 4     | Immunités | Jean-Luc et Caroline - Jacky et Alexia - Marlène et Corinne - Christopher et Anthony                                          | Christopher et Anthony |
| Drapeau du Laos                                 | 5     | Immunités | Hocine et Sébastien - Albert et Laurence - Jean-Luc et Caroline Jacky et Alexia - Marcelle et Nicole - Christopher et Anthony | Jean-Luc et Caroline   |
| Drapeau du Laos                                 | 6     | Immunités | Jean-Luc et Caroline - Marcelle et Nicole                                                                                     | Marcelle et Nicole     |
| Drapeau de la Thaïlande                         | 7     | Immunités | Hocine et Sébastien - Albert et Laurence                                                                                      | Albert et Laurence     |
| Drapeau de la Thaïlande                         | 8     | Avantage  | Jean-Luc et Caroline - Jacky et Alexia - Albert et Laurence - Hocine et Sébastien                                             | Jean-Luc et Caroline   |
| Drapeau de la Thaïlande                         | 9     | Immunités | Marcelle et Nicole - Jacky et Alexia                                                                                          | Jacky et Alexia        |
| Drapeau de l'Indonésie                          | 10    | Immunités | Jean-Luc et Caroline - Albert et Laurence                                                                                     | Jean-Luc et Caroline   |
| Drapeau de l'Indonésie                          | 11    | Avantage  | Albert et Laurence - Marcelle et Nicole - Jean-Luc et Caroline                                                                | Albert et Laurence     |
| Drapeau de l'Indonésie                          | 12    | Finale    | Finale | Finale                 |

Légende
- Un résultat en vert indique que l'équipe est immunisée.
- Un résultat en rouge indique que l'équipe est arrivée dernière.
- Ce logo  indique que l'équipe a eu le drapeau rouge.
- Ce logo  indique que l'équipe avait le drapeau noir à l'arrivée.
- Ce logo  indique que l'équipe a remporté une amulette de 7.000€. En version miniature , que l'équipe s'est vu remettre une amulette de 7 000 € à la suite du départ d'une équipe, ou a voler l'amulette d'une autre équipe dans le cadre de la finale.
- Ce logo  indique que l'équipe a remporté une extra-amulette de 10.000€. En version miniature , que l'équipe a voler l'extra-amulette d'une autre équipe dans le cadre de la finale.
- Ce logo  indique que l'équipe a remporté une amulette d'or de 13.000€. En version miniature , que l'équipe s'est vu remettre une amulette de 13 000 € à la suite du départ d'une équipe, ou a volé l'amulette d'une autre équipe dans le cadre de la finale.
- Les sigles E et NE indique le résultat de l'étape (Eliminatoire ou Non-Eliminatoire).

Notes
- Caroline a remportée la saison 10 de Pékin Express, au côté de son ex-meilleure amie, Sabrina.
- Marcelle et Nicole ont participé à la saison 8 de Pékin Express.
- Jacky a participé à la saison 10 de Pékin Express, au côté de son beau-frère, Christian.

## Audimat

### Pékin Express: La Route des dragons
| Épisode | Jour et horaire de diffusion           | Téléspectateurs en million(s) | Parts de marché (sur les 4 ans et plus) | Référence |
| ------- | -------------------------------------- | ----------------------------- | --------------------------------------- | --------- |
| 1       | Vendredi 24 avril 2009 (20:40-22:35)   | 3 570 000                     | 15,9 %                                  | [ 14 ]    |
| 2       | Vendredi 1er mai 2009 (20:40-22:30)    | 4 000 000                     | 18,1 %                                  | [ 15 ]    |
| 3       | Vendredi 8 mai 2009 (20:40-22:30)      | 3 300 000                     | 15,6 %                                  | [ 16 ]    |
| 4       | Vendredi 15 mai 2009 (20:40-22:40)     | 4 130 000                     | 18,4 %                                  | [ 17 ]    |
| 5       | Vendredi 22 mai 2009 (20:40-22:40)     | 3 370 000                     | 16,6 %                                  | [ 18 ]    |
| 6       | Vendredi 29 mai 2009 (20:40-22:40)     | 3 850 000                     | 18,6 %                                  | [ 19 ]    |
| 7       | Vendredi 5 juin 2009 (20:40-22:35)     | 3 290 000                     | 13,4 %                                  | [ 20 ]    |
| 8       | Vendredi 12 juin 2009 (20:45-22:35)    | 3 560 000                     | 16,7 %                                  | [ 21 ]    |
| 9       | Vendredi 19 juin 2009 (20:45-22:45)    | 2 740 000                     | 13,3 %                                  | [ 22 ]    |
| 10      | Vendredi 26 juin 2009 (20:45-22:50)    | 3 230 000                     | 15,1 %                                  | [ 23 ]    |
| 11      | Vendredi 3 juillet 2009 (20:40-22:50)  | 3 400 000                     | 17,9 %                                  | [ 24 ]    |
| 12      | Vendredi 10 juillet 2009 (20:40-22:35) | 3 400 000                     | 17,3 %                                  | [ 25 ]    |

Légende
- plus hauts scores d'audiences
- plus bas scores d'audiences

### Pékin Express: L'aventure continue
| Émission | Jour et horaire de diffusion           | Téléspectateurs en million(s) | Parts de marché (sur les 4 ans et plus) | Référence |
| -------- | -------------------------------------- | ----------------------------- | --------------------------------------- | --------- |
| 1        | Vendredi 24 avril 2009 (22:35-23:35)   | 2 800 000                     | 19,4 %                                  | [ 14 ]    |
| 2        | Vendredi 1er mai 2009 (22:30-23:30)    | 2 600 000                     | 16,1 %                                  | [ 15 ]    |
| 3        | Vendredi 8 mai 2009 (22:30-23:30)      | 2 600 000                     | 17,9 %                                  | [ 16 ]    |
| 4        | Vendredi 15 mai 2009 (22:40-23:40)     | 3 000 000                     | 21,6 %                                  | [ 17 ]    |
| 5        | Vendredi 22 mai 2009 (22:40-23:40)     | 2 600 000                     | 18,7 %                                  | [ 18 ]    |
| 6        | Vendredi 29 mai 2009 (22:40-23:40)     | 2 300 000                     | 17,6 %                                  | [ 19 ]    |
| 7        | Vendredi 5 juin 2009 (22:35-23:35)     | 2 400 000                     | 14,5 %                                  | [ 20 ]    |
| 8        | Vendredi 12 juin 2009 (22:35-23:35)    | 2 100 000                     | 15,7 %                                  | [ 21 ]    |
| 9        | Vendredi 19 juin 2009 (22:45-23:45)    | 1 400 000                     | 9,5 %                                   | [ 22 ]    |
| 10       | Vendredi 26 juin 2009 (22:50-23:50)    | 1 600 000                     | 11,8 %                                  | [ 23 ]    |
| 11       | Vendredi 3 juillet 2009 (22:50-23:50)  | 1 600 000                     | 12,5 %                                  | [ 24 ]    |
| 12       | Vendredi 10 juillet 2009 (22:35-00:00) | 2 000 000                     | 16,3 %                                  | [ 25 ]    |

Légende
- plus hauts scores d'audiences
- plus bas scores d'audiences